# Miljkovac, Plužine
Miljkovac este un sat din comuna Plužine, Muntenegru. Conform datelor de la recensământul din 2003, localitatea are 16 locuitori (la recensământul din 1991 erau 28 de locuitori).

## Demografie
În satul Miljkovac locuiesc 16 persoane adulte, iar vârsta medie a populației este de 59,2 de ani (54,4 la bărbați și 64,0 la femei). În localitate sunt 7 gospodării, iar numărul mediu de membri în gospodărie este de 2,29.
Populația localității este foarte eterogenă.
|  |

| Demografie | Demografie | Demografie |
| An         | Locuitori  | Locuitori  |
| ---------- | ---------- | ---------- |
|            |            |            |
|            |            |            |
|            |            |            |
|            |            |            |
| 1948       | 118        |            |
| 1953       | 300        |            |
| 1961       | 147        |            |
| 1971       | 113        |            |
| 1981       | 53         |            |
| 1991       | 28         | 28         |
| 2003       | 17         | 16         |

| \| Componența etnică conform recensământului din 2003[2] \| Componența etnică conform recensământului din 2003[2] \| Componența etnică conform recensământului din 2003[2] \| Componența etnică conform recensământului din 2003[2] \| Componența etnică conform recensământului din 2003[2] \| \| ----------------------------------------------------- \| ----------------------------------------------------- \| ----------------------------------------------------- \| ----------------------------------------------------- \| ----------------------------------------------------- \| \| \| \| \| \| \| \| Muntenegreni \| Muntenegreni \| \| 8 \| 50% \| \| Sârbi \| Sârbi \| \| 7 \| 43,75% \| \| necunoscută \| necunoscută \| \| 0 \| 0% \| |              |  |   |        |
| Componența etnică conform recensământului din 2003 |              |  |   |        |
| |              |  |   |        |
| Muntenegreni | Muntenegreni |  | 8 | 50%    |
| Sârbi | Sârbi        |  | 7 | 43,75% |
| necunoscută | necunoscută  |  | 0 | 0%     |